# Виртуальная АТС
Виртуальная АТС (от англ. Hosted PBX), также часто используется термин облачная АТС — это услуга обеспечения телефонной связи для компаний, которая заменяет физическую офисную мини-АТС и даже колл-центр. Суть услуги состоит в том, что клиент (компания) получает в полное пользование IP-АТС, физически размещённую у провайдера (отсюда и слово — виртуальная) и оплачивает единовременно стоимость подключения услуги или абонентскую / арендную плату за использование на постоянной основе.
Услуга виртуальной АТС предоставляется провайдерами Интернета, IP-телефонии, а также различными операторами связи, нередко в составе универсального пакета услуг.
Виртуальная АТС предоставляет все стандартные возможности IP-АТС: многоканальный номер, запись разговоров, голосовые приветствия, перевод вызова — всё это и многое другое доступно через Интернет без приобретения специализированного коммутационного оборудования. Конечные пользователи используют VoIP-телефоны или программные приложения IP-телефонии.
Многие компании предлагают в базовой комплектации минимальные возможности (например, 1 городской номер и 2-5 учётных записей конечных пользователей без каких-либо расширенных функций АТС). Расширение числа сотрудников и дополнительные возможности в этом случае активируются за дополнительную плату.

## Технические особенности
С технологической точки зрения услуга «Виртуальная АТС» может представляться разными способами. У каждого подхода есть свои особенности — преимущества и недостатки (с точки зрения владельца), но чаще всего выбор того или иного способа обусловлен тем, что используется сама организация — арендодатель в качестве технологической платформы.
Некоторые представители рынка виртуальных АТС предлагают сразу несколько вариантов на выбор или комбинируют способы.
- Предоставление оборудования — для организации выделяется абонентский VoIP-шлюз или сервер с ПО, который устанавливается в помещении арендодателя, а на стороне компании — заказчика настраиваются аппаратные IP-телефоны, программные приложения телефонии (софтфоны) или специализированные программы, ориентированные на бизнес-задачи корпоративного клиента (клиент CRM-системы и т. п.)
- Предоставление платформы — корпоративному клиенту выделяется отдельная виртуальная машина с требуемой операционной системой и ПО — софтсвичом (например Asterisk или Elastix) или аналогичным коммуникационным приложением (например Microsoft Lync, или, как он теперь называется, Skype для бизнеса)
- Предоставление домена (IP-Центрекс) — для организации в софтсвиче компании владельца (арендодателя) выделяется отдельная логическая сущность — домен, которая является виртуальным представлением УПАТС с собственными настройками. Подобные возможности есть в софтсвичах Communigate Pro и РТУ
- Объединение обычных пользователей коммутатора в общий тарифный план с общим коротким планом нумерации и дополнительными специфичными возможностями — голосовым меню — автоинформатором — IVR, прямой городской или мобильный номер сотрудника (DID), виртуальная конференц-комната, автоматическое распределение вызовов по внутренним номерам корпоративного клиента (мини колл-центр). Таким образом обычно работают операторы мобильной связи, предлагаю корпоративным заказчикам услугу виртуальной АТС под термином FMC.

Управление виртуальной АТС может быть доступно представителям компании арендатора (обычно через графический веб-интерфейс или специальное приложение для ПК или мобильного устройства) и/или выполняется исключительно специалистами арендодателя по заявкам клиентов.

## Виртуальные АТС в России
Рынок виртуальных АТС в России насчитывает 72 000 компании на конец 2014 года (по данным аналитики J’son & Partners Consulting).
Согласно аналитическому отчёту «ТМТ Консалтинг» в 2018 году объём рынка виртуальных АТС составил 7,9 млрд руб. Наибольшего прироста клиентской базы в относительных показателях в 2018 году добились «Ростелеком» (почти в 2 раза), «МегаФон» (на 66 %), Novofon ( ex-Zadarma на 61 %), «Яндекс. Телефония» (на 53 %) и «ВымпелКом» (на 37 %).
Согласно отчету этой же компании 2019 года, наибольший рост среди значимых игроков на рынке добились Novofon (на 72%), МТТ (на 56%), «ВымпелКом» (на 36 %), Манго Телеком (на 24 %). 
Согласно рейтингу CNews за 2023 год, в пятерку лидеров виртуальных АТС вошли - Манго Телеком, Мегафон, Билайн, Телфин, Связьтранзит. 